# Ruta Gedmintas
Ruta Gedmintas (Cantuária, 23 de agosto de 1983) é uma atriz britânica de descendência lituana, conhecida por suas atuações em seirados, como His Dark Materials, Lip Service, The Borgias, The Strain e The Tudors.

## Biografia
Ruta Gedmintas nasceu na Cantuária, cidade situada no sudeste da Inglaterra, em 23 de agosto de 1983. Filha do lituano Vladas Gedmintas Jr. e da inglesa Gail Godsell. Pouco depois de seu nascimento, mudou-se com a família para Estocolmo, onde viveu os primeiros anos, até se mudar para Buckinghamshire, no Reino Unido.
Participou, aos seis anos de idade, de uma peça teatral sobre a Segunda Guerra Mundial na qual tinha apenas uma frase. Durante uma entrevista, relembrou que era muito tímida e tinha o desejo de ser dançarina. Cursou a Universidade das Artes de Londres, o Colégio Central Saint Martins e o Drama Centre. Nesta última, formou-se em atuação sob a tutela de Reuven Adiv.
Estreou como atriz em um episódio de 2005 de Waking the Dead. No ano seguinte, atuou na peça What Every Woman Knows e fez uma participação em Goldplated, além de conseguir uma breve continuidade nas séries The Innocence Project, The Tudors e Spooks: Code 9. No cinema, fez sua estreia em alguns filmes de pouca repercussão, como The Lost Samaritan e Miss Conception.. Interpretou Frankie em Lip Service, Ursula Banadeo de The Borgias e Olivia Flynn de Do No Harm.
Em 2014, interpretou a personagem Kirsten "Dutch" Velders no seriado de Guillermo del Toro, The Strain. Cinco anos depois, integrou o elenco de His Dark Materials, interpretando Serafina Pekkala.

## Filmografia

### Cinema
| Ano  | Título                 | Personagem | Nota | Ref.   |
| ---- | ---------------------- | ---------- | ---- | ------ |
| 2008 | The Lost Samaritan     | Elle Hass  | —    | [ 10 ] |
| 2008 | Miss Conception        | Alexandra  | —    | [ 9 ]  |
| 2009 | Atletu                 | Charlotte  | —    | [ 9 ]  |
| 2009 | Prowl                  | Suzy       | —    | [ 9 ]  |
| 2010 | Zerosome               | Lara       | —    | [ 9 ]  |
| 2011 | You Instead            | Lake       | —    | [ 9 ]  |
| 2015 | The Incident           | Annabel    | —    | [ 9 ]  |
| 2016 | A Street Cat Named Bob | Belle      | —    | [ 14 ] |

### Televisão
| Ano           | Título                | Personagem              | Nota                                                                 | Ref.   |
| ------------- | --------------------- | ----------------------- | -------------------------------------------------------------------- | ------ |
| 2005          | Waking the Dead       | Shelly Martin           | 1 episódio                                                           | [ 7 ]  |
| 2006          | Goldplated            | Miranda                 | 1 episódio                                                           | [ 9 ]  |
| 2006–07       | The Innocence Project | Mary Jarvis             | 6 episódios                                                          | [ 9 ]  |
| 2007          | The Tudors            | Elizabeth Blount        | 3 episódios                                                          | [ 9 ]  |
| 2007          | The Bill              | Gemma Heyes             | 1 episódio                                                           | [ 15 ] |
| 2008          | Spooks: Code 9        | Rachel                  | 6 episódios                                                          | [ 7 ]  |
| 2009          | Personal Affairs      | Evie Hartmann-Turner    | 2 episódios                                                          | [ 9 ]  |
| 2010–12       | Lip Service           | Frankie Alan            | 9 episódios                                                          | [ 5 ]  |
| 2011          | The Borgias           | Ursula Banadeo          | 6 episódios                                                          | [ 12 ] |
| 2013          | Do No Harm            | Olivia Chase            | Elenco principal                                                     | [ 12 ] |
| 2013          | Ripper Street         | Clarissa Silver         | 1 episódio                                                           | [ 9 ]  |
| 2013          | The Guilty            | Teresa Morgan           | 3 episódios                                                          | [ 9 ]  |
| 2014–17       | The Strain            | Kirsten "Dutch" Velders | Recorrente (primeira temporada) Principal (segunda-quarta temporada) | [ 13 ] |
| 2016          | Stag                  | Sophie                  | Minissérie                                                           | [ 16 ] |
| 2019–presente | His Dark Materials    | Serafina Pekkala        | Recorrente                                                           | [ 1 ]  |

### Teatro
| Ano  | Título                 | Personagem           | Nota | Ref.   |
| ---- | ---------------------- | -------------------- | ---- | ------ |
| 2006 | What Every Woman Knows | Lady Sybil Tenterden | —    | [ 8 ]  |
| 2011 | Backbeat               | Astrid Kirchherr     | —    | [ 17 ] |
| 2016 | Unfaithful             | Tara                 | —    | [ 18 ] |